# Didymocarpus antirrhinoides
Didymocarpus antirrhinoides är en tvåhjärtbladig växtart som beskrevs av A. Weber. Didymocarpus antirrhinoides ingår i släktet Didymocarpus och familjen Gesneriaceae. Inga underarter finns listade i Catalogue of Life.